# Laniscat
Laniscat is een plaats en voormalige gemeente in het Franse departement Côtes-d'Armor (regio Bretagne) en telt 821 inwoners (2004). De plaats maakt deel uit van het arrondissement Guingamp.

## Geschiedenis
Laniscat is op 1 januari 2017 gefuseerd met de gemeenten Perret en Saint-Gelven tot de gemeente Bon Repos sur Blavet. 

## Geografie
De oppervlakte van Laniscat bedraagt 24,3 km², de bevolkingsdichtheid is 33,8 inwoners per km².
De onderstaande kaart toont de ligging van Laniscat met de belangrijkste infrastructuur en aangrenzende gemeenten.

## Demografie
Onderstaande figuur toont het verloop van het inwonertal.